# Rhinolophus coelophyllus
Rhinolophus coelophyllus (Peters, 1867) è un Pipistrello della famiglia dei Rinolofidi diffuso nell'Ecozona orientale.

## Descrizione

### Dimensioni
Pipistrello di piccole dimensioni, con la lunghezza della testa e del corpo tra 52 e 54 mm, la lunghezza dell'avambraccio tra 41 e 45 mm, la lunghezza della coda tra 16 e 24 mm, la lunghezza del piede tra 7,8 e 9,6 mm, la lunghezza delle orecchie tra 18 e 19 mm e un peso fino a 8,6 g.

### Aspetto
Le parti dorsali sono marroni con la base dei peli biancastra, mentre le parti ventrali sono bianco-giallastre. È presente una fase interamente arancione. Le orecchie sono grandi, con la punta piegata verso l'esterno e l'antitrago ben sviluppato e separato dal bordo esterno da un incavo triangolare. La foglia nasale presenta una lancetta corta, triangolare e ricoperta finemente di piccoli peli, un processo connettivo elevato e con il profilo arrotondato, una sella con l'estremità appuntita e i bordi quasi paralleli. La porzione anteriore è grande, copre quasi interamente il muso ed ha delle fogliette laterali. Il labbro inferiore ha tre solchi longitudinali. Le membrane alari sono attaccate posteriormente lungo le anche. La coda è lunga ed inclusa completamente nell'ampio uropatagio. Il primo premolare superiore è piccolo e situato lungo la linea alveolare.

### Ecolocazione
Emette ultrasuoni ad alto ciclo di lavoro con impulsi a frequenza costante di 83–84 kHz nei maschi e di 86 kHz nelle femmine del Laos.

## Biologia

### Comportamento
Si rifugia in gruppi di 100-150 individui all'interno di grotte calcaree.

### Riproduzione
Femmine gravide sono state catturate nel mese di marzo, mentre individui imaaturi sono stati catturati in ottobre nella stessa zona.

## Distribuzione e habitat
Questa specie è diffusa nel Myanmar sud-orientale, Thailandia settentrionale, centrale e meridionale, Laos nord-occidentale e Penisola malese settentrionale. È presente anche sull'isola di Ko Tarutao.
Vive nelle foreste decidue, sempreverdi umide e secche, pinete, piantagioni di albero della gomma, frutteti ed aree agricole fino a 1.500 metri di altitudine.

## Conservazione
La IUCN Red List, considerato il vasto areale, sebbene non sia comune, l'assenza di minacce e la presenza in diverse aree protette, classifica R.coelophyllus come specie a rischio minimo (Least Concern)).